# Gerard Klaasen
Gerard Klaasen (Amsterdam, 27 juli 1951 – Amstelveen, 8 mei 2022) was een Nederlands journalist die sinds 1976 aan de KRO verbonden was en vanaf 1998 tevens aan Omroep RKK.

## Biografie
Klaasen studeerde politieke wetenschappen aan de Vrije Universiteit in Amsterdam. Zijn doctoraalscriptie De Nieuwe Linie, Ontwikkeling van een opinieblad binnen de katholieke geloofsgemeenschap werd bekroond met de Prijs van de Nederlandse Dagbladuitgevers en door de VU uitgegeven.

### Radiomaker
Klaasen werkte aan tal van KRO-radioprogramma’s mee zoals Kruispunt Radio, Echo, Kerk in Meervoud, 1opdeMiddag, Emmastraat 54 en De Nachtspiegel. In 2002 was hij voor KRO-televisie een van de presentatoren van de talkshow Vurige Tongen. Aan Kruispunt Radio was hij vanaf 1976 onafgebroken verbonden.

### Nieuws
Voor de actualiteitenrubriek Echo (tot 1995 op de radio) deed hij regelmatig verslag van Kamerdebatten vanaf het Binnenhof. Voor de televisie-actualiteitenprogramma's Kenmerk en Brandpunt maakte hij halverwege de jaren negentig een aantal reportages. Klaasen maakte veel reportagereizen waarbij de ontwikkelingen en gebeurtenissen in de katholieke kerk vaak het vertrekpunt vormden. Hij maakte veel pausreizen mee alsook enkele Assemblee-bijeenkomsten van de Wereldraad van Kerken. In 1978 en 2005 versloeg hij vanuit Rome de conclaven waaruit respectievelijk Johannes Paulus II, Benedictus XVI en Franciscus als paus naar voren kwamen. Ook was hij in Rome bij vele synodebijeenkomsten, consistories en de Ad-liminabezoeken van de Nederlandse bisschoppen.

### Andersdenkenden
In 1998 begon Gerard Klaasen het wekelijkse interviewprogramma van Omroep RKK Andersdenkenden op Radio 5. Hij heeft sindsdien zo'n 500 gasten geïnterviewd. Vanaf 1999 schreef hij interviews en opiniërende artikelen in KRO Magazine. Hij publiceerde in 1985 het boek Aanzien van Kerk & Samenleving 1945-1985 (Het Spectrum) en in 2004 een bundeling van interviews in Andersdenkenden (Conserve). Met het beëindigen van de uitzendrechten van Omroep RKK per 1 januari 2016, kwam een er een einde aan dit radioprogramma.

## Overlijden
Klaasen overleed op 70-jarige leeftijd.
- International Standard Name Identifier: 0000 0000 2565 7229
- Library of Congress Control Number: n85221578
- Nederlandse Thesaurus van Auteursnamen: 074373714
- Virtual International Authority File: 72836820
- WorldCat: E39PBJrgFTyVKFTrPB9grxjcT3